# الدوري الشمالي لكرة القدم 1912–13
الدوري الشمالي لكرة القدم 1912–13 (بالإنجليزية: 1912–13 Northern Football League)‏ هو موسم من الدوري الشمالي لكرة القدم ‏. فاز فيه Esh Winning F.C. ‏.